# Arrast-Larrebieu
Arrast-Larrebieu é uma comuna francesa na região administrativa da Nova Aquitânia, no departamento dos Pirenéus Atlânticos. Estende-se por uma área de 7,69 km². Em 2010 a comuna tinha 98 habitantes (densidade: 12,7 hab./km²).